# 建炎

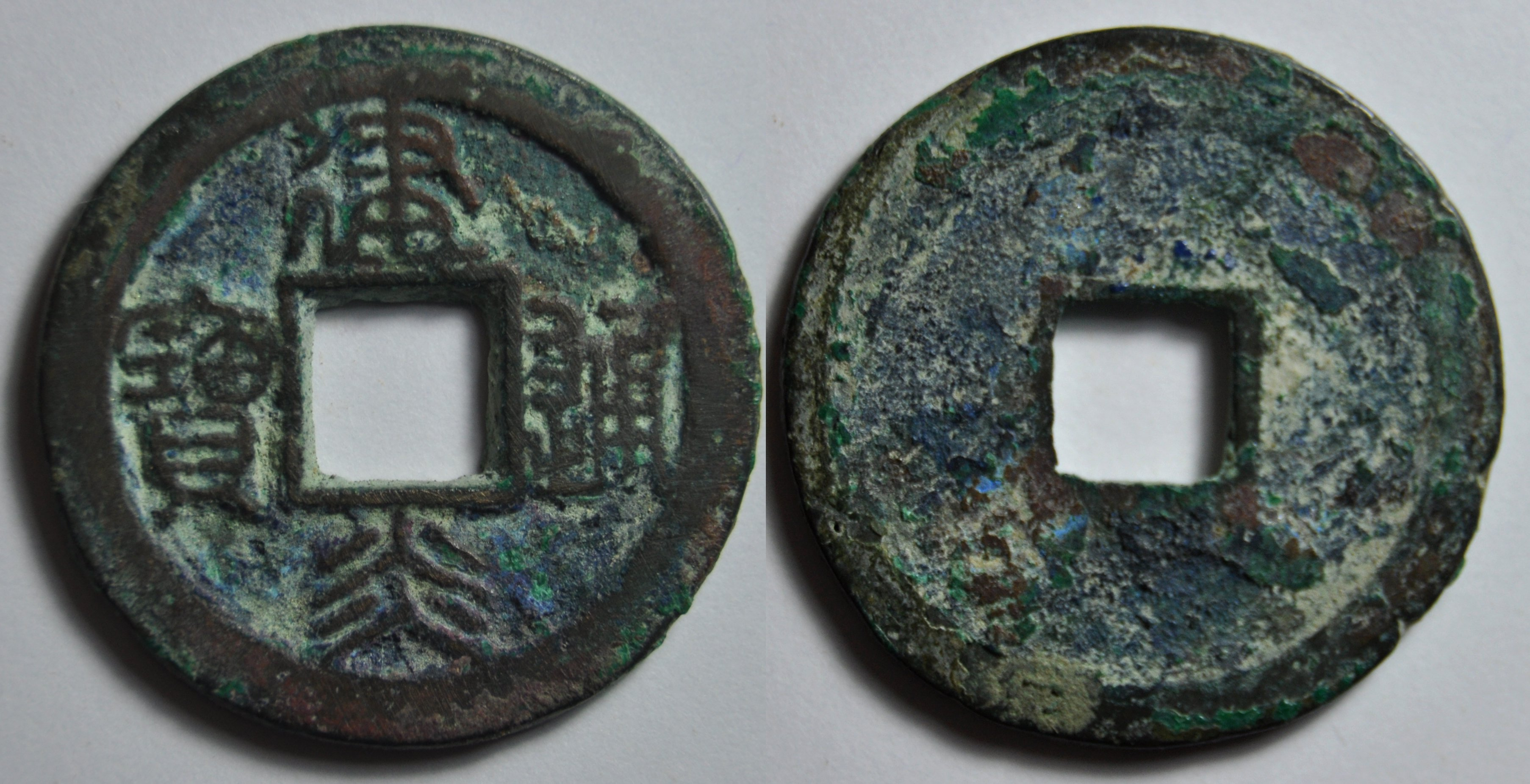
建炎通宝

建炎（1127年五月一日—1129年三月十日、1129年四月三日—1130年）是南宋皇帝宋高宗的第一個年号，共计4年。
最初擬定的年號為「炎興」，因為與蜀漢後主的炎興年號重名，於是更改為「建炎」。

## 年號含義
其年號涵義有所爭議，一說認為炎的意思是權威，代表重新建立大宋的權威，另一說認為，根據陰陽家五德終始說的說法，宋朝是火德，火德也就是大宋江山的根基，炎由兩個火字組成，建炎年號有“重建大宋的基業”的涵義。
不過後來出現民变、苗刘兵变及金兵南侵，當時人們紛紛議論炎字乃兩火故多盜，宋高宗在定杭州臨安府為行在后，为了避諱這種說法，改元為绍兴。

## 改元
- 靖康二年——五月一日，改元為建炎元年。[5][6]
- 建炎三年——三月五日，宋高宗被迫退位，傳位給皇子趙旉；三月十一日，改元明受。四月一日，宋高宗復位。四月三日，恢復使用建炎年號。[7]
- 建炎三年——正月一日，改元為紹興元年。[8][9]

## 大事记
- 建炎三年三月五日，統制苗傅與威州刺史劉正彥发动兵变，擁立三歲之太子趙旉即位，逼宋高宗退位。史稱苗劉兵變，後旋被張浚及韓世忠平定。四月，高宗復位後繼用建炎年號。

## 紀年農曆對照表
表格中各月的干支即為各月的第1日，「大」表示該月有30日，「小」表示該月有29日，「閏月」表格中的中文數字表示該年為閏某月（比如「八丁丑」裡有中文數字「八」，即表示該行所在年份有閏八月），各月初一底下的數字表示對應的西曆日期。
| 西元   | 干支 | 紀年     | 正月   | 二月   | 三月   | 四月   | 五月   | 六月   | 七月   | 八月   | 九月   | 十月   | 十一月 | 十二月    | 閏月     |
| ------ | ---- | -------- | ------ | ------ | ------ | ------ | ------ | ------ | ------ | ------ | ------ | ------ | ------ | --------- | -------- |
| 1127年 | 丁未 | 建炎元年 |        |        |        |        | 庚寅小 | 己未大 | 己丑小 | 戊午大 | 戊子小 | 丁巳大 | 丁亥小 | 丙辰大    |          |
| 1127年 | 丁未 | 建炎元年 |        |        |        |        | 6/12   | 7/11   | 8/10   | 9/8    | 10/8   | 11/6   | 12/6   | 1128/1/4  |          |
| 1128年 | 戊申 | 建炎二年 | 丙戌小 | 乙卯大 | 乙酉小 | 甲寅大 | 甲申大 | 甲寅小 | 癸未大 | 癸丑小 | 壬午大 | 壬子小 | 辛巳大 | 辛亥小    |          |
| 1128年 | 戊申 | 建炎二年 | 2/3    | 3/3    | 4/2    | 5/1    | 5/31   | 6/30   | 7/29   | 8/28   | 9/26   | 10/26  | 11/24  | 12/24     |          |
| 1129年 | 己酉 | 建炎三年 | 庚辰大 | 庚戌小 | 己卯小 | 戊申大 | 戊寅大 | 戊申小 | 丁丑大 | 丁未大 | 丙午大 | 丙子小 | 乙巳大 | 乙亥小    | 八丁丑小 |
| 1129年 | 己酉 | 建炎三年 | 1/22   | 2/21   | 3/22   | 4/20   | 5/20   | 6/19   | 7/18   | 8/17   | 10/15  | 11/14  | 12/13  | 1130/1/12 | 9/16     |
| 1130年 | 庚戌 | 建炎四年 | 甲辰大 | 甲戌小 | 癸卯小 | 壬申大 | 壬寅小 | 辛未大 | 辛丑大 | 辛未小 | 庚子大 | 庚午大 | 庚子小 | 己巳大    |          |
| 1130年 | 庚戌 | 建炎四年 | 2/10   | 3/12   | 4/10   | 5/9    | 6/8    | 7/7    | 8/6    | 9/5    | 10/4   | 11/3   | 12/3   | 1131/1/1  |          |

## 同期存在的其他政权年号
- 中國
  - 明受（1129年）：宋—元懿太子赵旉之年號
  - 天載（1130年）：南宋時期—鍾相之年號
  - 嘉永（1122年－1128年）：大理—段正嚴之年號
  - 保天（1129年－1137年）：大理—段正嚴之年號
  - 延慶（1124年－1133年）：西遼—遼德宗耶律大石之年號
  - 天會（1123年－1137年）：金—金太宗吳乞買、金熙宗完颜亶之年號
  - 正德（1127年－1134年）：西夏—夏崇宗李乾順之年號
- 日本
  - 大治（1126年－1131年）：崇德天皇之年号
- 越南
  - 天符慶壽（1127年）：李朝—李仁宗李乾德之年號
  - 天順（1128年－1132年）：李朝—李神宗李陽煥之年號

## 深入閱讀
- 李崇智. . 北京: 中華書局. 2004年12月. ISBN 7101025129.
- 鄧洪波. . 臺北: 國立臺灣大學東亞經典與文化研究計劃. 2005年3月  [2021-11-13]. ISBN 9789860005189. （原始内容 (pdf)存档于2007-08-25）.

| 前一年號： 北宋：靖康 | 南宋年号 建炎 | 下一年號： 明受 |

| 前一年號： 明受 | 南宋年号 建炎 | 下一年號： 紹興 |